# Albert Fouilloux
Pour les articles homonymes, voir Fouilloux.
Albert Fouilloux, né le 8 octobre 1870 à Prévessin et mort le 15 juin 1953 dans le même village, est un homme politique français.

## Carrière professionnelle
Initialement greffier du tribunal de Gex, il poursuit ses études et devint Licencié de la Faculté de Droit de Lyon. Juge de paix d'Anse (Rhône), de Villefranche-sur-Saône, puis juge au tribunal, président du tribunal, puis conseiller à la Cour d'appel de Chambéry.

## Carrière politique
Conseiller général du Canton de Ferney-Voltaire en 1898, maire de Prévessin en 1907, il devient président du Conseil général de l'Ain en 1931.
Il est sénateur de l'Ain de 1923 à 1945 ; le 10 juillet 1940, il vote les pleins pouvoirs au maréchal Pétain.

## Hommages
Officier d'Académie, officier du Mérite agricole, et chevalier de la Légion d'honneur.
Une voie de Prévessin-Moëns porte son nom: Route du Sénateur Albert Fouilloux.

## Sources
- Jean Jolly (dir.), Dictionnaire des parlementaires français, Presses universitaires de France